# Добжелюв
Добжелюв (пол. Dobrzelów) — село в Польщі, у гміні Белхатув Белхатовського повіту Лодзинського воєводства.
Населення — 396 осіб (2011).
У 1975—1998 роках село належало до Пйотрковського воєводства.

## Демографія
Демографічна структура станом на 31 березня 2011 року:
|          | Загалом | Допрацездатний вік | Працездатний вік | Постпрацездатний вік |
| -------- | ------- | ------------------ | ---------------- | -------------------- |
| Чоловіки | 191     | 31                 | 144              | 16                   |
| Жінки    | 205     | 37                 | 133              | 35                   |
| Разом    | 396     | 68                 | 277              | 51                   |